# 홍콩 영화 상영 등급 제도
홍콩 영화 상영 등급 제도(The Hong Kong motion picture rating system)(중국어 간체자: 香港电影分级制度, 정체자: 香港電影分級制度, 병음: Xiānggǎng diànyǐng fēnjí zhìdù)는 중국 홍콩에서 실시되고 있는 영상물 관련 법률 제도이다. 현재 중화인민공화국에서 유일하게 존재하는 영화 상영 등급이며, 미국 등의 국가들과는 달리 민간 기관이 아니라 홍콩 정부에서 제정하고 시행한다. 이 제도의 목적은 미성년자를 부적절한 영상물로부터 보호 하도록 하는 것이다.

## 역사
홍콩 영화 산업 초기에는 영화에 대한 연령 제한이나 상영 등급이 전혀 없었으며, 대신 폭력성이 극심한 장면이나 성적인 묘사가 들어간 장면의 촬영을 금한다는 엄격한 지침이 있었다. 1986년 영웅본색이 개봉되자 홍콩 사람들은 이 영화가 어린이에게 끼칠 영향에 대해 염려하게 되었고, 결국 1988년 11월 10일 "영화 상영 조례 제392조"라는 이름으로 홍콩 영화 상영 등급이 제정되었다.
이 상영 등급은 홍콩 TV/오락 인가국(TELA)에서 제정하였고, 제정 당시 3개의 등급으로 나뉘어 있었기 때문에 홍콩에서는 3급제(3級制)라고 부르는 일도 많다.
1995년에 새로 개정된 이 제도는 3개 기본 등급을 유지하면서 2등급은 2A, 2B등급으로 세분화했다.

## 법적 규제
홍콩의 상영관에서 개봉하거나 비디오 테이프, VCD, DVD, 블루레이 등을 비롯한 특정 미디어나 버전으로 시중에 출시되려는 모든 영상물은 홍콩 법률에 따라 반드시 TV/오락 인가국(TELA)의 심의를 받고 상영 등급을 받아야 한다. 단 예외적으로 영화 트레일러(예고편)나 교육 목적의 영상물은 등급을 받지 않아도 된다.
3등급을 받은 영상물은 그 선전 내용들도 TELA의 심의를 거쳐야 할 뿐만 아니라, 판매될 때에는 반드시 플라스틱 재질로 포장되어야 한다.

## 등급 체계
홍콩 영화 상영 등급 제도는 다음과 같이 구분된다.
- 1등급 - 모든 연령의 관객이 관람 가능하다.
- 2등급 - 어린이에게 부적절하므로 보호자의 시청 지도가 요구된다(1995년에 2A, 2B등급으로 나뉘었다).
- 2A등급 - 일부 내용이 어린이에게 부적절하므로, 보호자의 시청 지도가 요구된다.
- 2B등급 - 일부 내용이 어린이 및 청소년에게 부적절하므로, 보호자의 시청 지도가 요구된다.
- 3등급 - 만 18세 미만은 관람할 수 없으며, 보호자를 동반하여도 관람할 수 없다.

본 등급 중 1등급과 2A, 2B등급은 법적 효과가 없이 일종의 권고에 속하지만, 3등급만은 특정 연령(만 18세) 미만 관객의 관람을 법적으로 일체 금하고 있으며 홍콩의 영화 상영관의 티켓 판매원들은 3등급 영화를 관람하려는 관객의 신분 증명을 요구할 권리가 있다. 이 때문에 3등급 영화에 출연한 미성년 배우가 만 18세가 되기 전까지 자신이 나온 영화를 관람하지 못하는 경우도 종종 있다.

## 오해와 가상 등급
3등급 영화는 곧 포르노 영화에 해당한다는 오해를 자주 받는다. 실제로 3등급 영화 중에서는 극히 폭력성 장면이 들어간 영화도 있고 선정성 내용을 포함한 영화도 있지만, 포르노 영화는 홍콩에서의 상영 및 판매가 일체 금지되어 있으므로 3등급 영화에 포함되지 않는다는 점에 주의해야 한다. 이러한 영상물을 실존하지 않는 4등급이라고 칭하기도 하지만, 홍콩 정부의 공식적인 방침은 아직까지 존재하지 않는다. 단 아동 포르노 영화의 경우 그 영화의 원본이나 사본을 소지하는 것 자체가 홍콩 법률을 위반하는 행위이다.